# 国富町
国富町（くにとみちょう）は、宮崎県中部に位置する町。県央エリアに属する。町役場の位置する本庄地区は江戸時代は天領で、本庄川を利用した水運による物資の集散地としてにぎわった。現在は農業と先端産業の町である。

## 地理

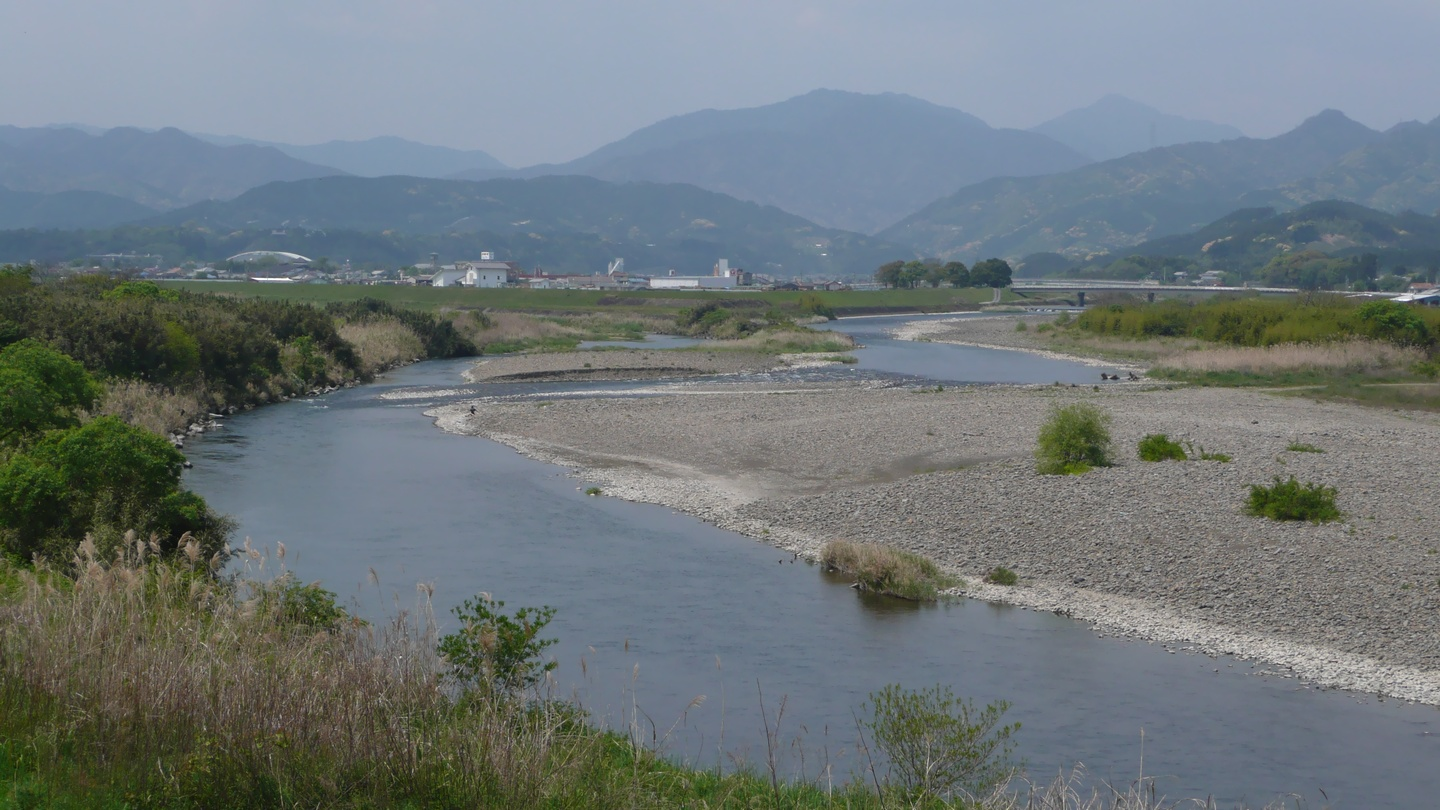
本庄川（綾南川）・綾北川合流点（森永）

宮崎県の中央部、宮崎市の北西隣に位置する内陸地域で、北西から南東にかけて細長く延びた形の町域となっており、南側が中心部にあたる。中心部から東端部にかけては宮崎平野の一角を占めており、特に台地部が多い。一方、北西部は九州山地の一角を占めており、北西端は掃部岳（かもんだけ、1223m）の山頂にあたり、周辺には標高1000mを越すところがある。町域南部を九州一の清流である本庄川（大淀川支流）が東西に流れている。
年平均気温は18度、平均降水量は2,569mm、日照時間は2,110時間。
- 湖沼: 籾木池

### 隣接している自治体
- 宮崎市
- 西都市
- 東諸県郡：綾町
- 児湯郡：西米良村

### 地名
旧本庄町
- 嵐田
- 須志田
- 竹田
- 田尻
- 本庄
- 宮王丸
- 向高
- 森永

旧木脇村
- 岩知野
- 木脇
- 三名
- 塚原

旧八代村
- 伊左生
- 深年
- 八代北俣
- 八代南俣

## 歴史
- 古墳時代 - 本庄古墳群（本庄・須志田）に代表される古墳群が点在していた。
- 安土桃山時代 - 豊臣秀吉の九州征伐（1587年）では弟・秀長が本庄の義門寺に陣を置いたとされる。
- 江戸時代 - 国富町域は延岡藩飛地→天領（本庄地区）、高鍋藩飛地（木脇地区）、薩摩藩高岡外城（八代地区）に大別された[3]。本庄が天領化されたのは1646年以降、遅くとも1688年[4]のことである（須志田のみは山陰・坪谷村一揆後）。

天領本庄の代表的な商家は和泉屋（日高家）である。和泉屋が農閑期に漉かせた和紙は19世紀から20世紀前半にかけての主産業となった。

### 近現代
- 1889年5月1日 - 町村制施行により、現在の町域にあたる東諸県郡本庄村・八代村・木脇村が発足。旧来の村（本庄・深年・宮王丸など）は大字となる。
- 1919年3月1日 - 本庄村が町制施行。本庄町となる。
- 1956年9月30日 - 本庄町・八代村が対等合併し、国富町が発足。
- 1957年3月31日 - 東諸県郡木脇村を編入。当時の総人口は県内の町では最大。
- 1975年6月10日 - 町の木と町の花を制定。
- 1981年5月8日 - 総人口が再び2万人を突破。
- 2001年1月29日 - 公式ウェブサイトを開設。
- 2001年3月31日 - 『国富町郷土史』を発刊。丁寧体で記述されている。
- 2028年度 - 高岡警察署および県警本部一ッ葉庁舎が国富町運動公園内に移転し、「宮崎西警察署」（仮称）が設置される予定。

## 行政
- 町長：日髙利夫（2024年12月3日 - ）
- 町議会：議員定数13人

### 歴代町長
- 初代: 篠原哲二（1956年10月28日 - 1960年10月27日）
- 第2代 - 第3代: 川越虎雄（1960年10月28日 - 1966年9月15日）
- 第4代: 村中田愛芳（1966年10月6日 - 1968年11月11日）
- 第5代 - 第10代: 高山義輝（1968年12月3日 - 1992年12月2日）
- 第11代 - 第13代: 上杉哲夫（1992年12月3日 - 2004年12月2日）
- 第14代 - 第16代: 河野利美 (2005年12月3日 - 2016年12月2日）
- 第17代 - 第18代: 中別府尚文 (2016年12月3日 - 2024年12月2日)
- 第19代: 日髙利夫 (2024年12月3日 - )

## 産業

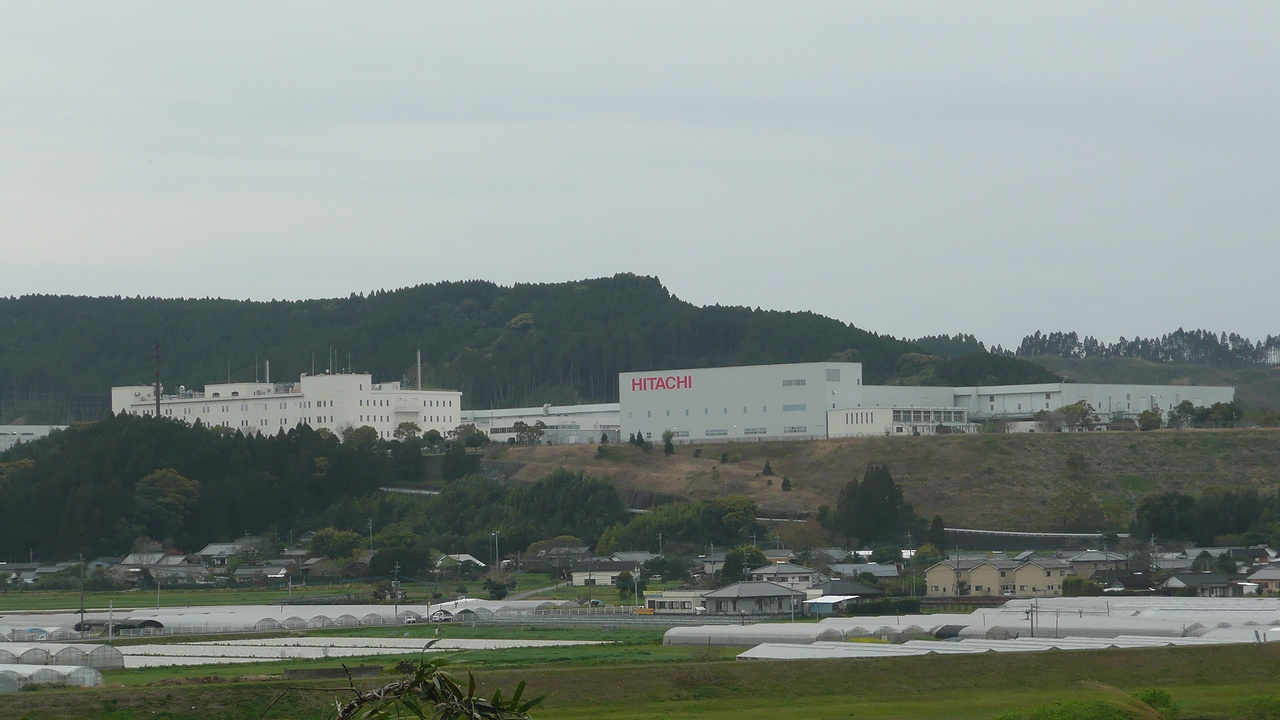
日立プラズマディスプレイ

主な産業
農業が中心で、葉タバコ・切り干し大根は全国1位。
また、清流の本庄川の水を利用した先端産業も立地して、プラズマディスプレイ工場であった日立プラズマディスプレイ（旧富士通日立プラズマディスプレイ）は昭和シェルソーラーが進出し、2011年に世界最大級のCIS系太陽電池工場に転換されソーラーフロンティア社の開発生産拠点とし稼動した。
その後、2023年11月7日に、工場の敷地と建物はローム株式会社が、の開発生産拠点である国富工場の資産を取得し、自社の製造子会社であるラピスセミコンダクタ株式会社の宮崎第二工場として整備・運営することを発表。この工場は、SiCパワー半導体の主力生産拠点となり、2024年に稼働。ソーラーフロンティア社はラピスセミコンダクタから一部の敷地・建物を借りて、事業所として継続利用している。

## 地域

### 人口
2005年国勢調査に基づく
- 総人口：21,692人
- 第一次産業就業者：2,549人（22.5%）
- 第二次産業就業者：2,776人（24.5%）
- 第三次産業就業者：5,997人（53.0%）

| |                                        |  |
| 国富町と全国の年齢別人口分布（2005年） | 国富町の年齢・男女別人口分布（2005年） |  |
| ■紫色 ― 国富町 ■緑色 ― 日本全国 | ■青色 ― 男性 ■赤色 ― 女性              |  |
| 国富町（に相当する地域）の人口の推移 \| 1970年（昭和45年） \| 19,037人 \| \| \| 1975年（昭和50年） \| 19,050人 \| \| \| 1980年（昭和55年） \| 19,864人 \| \| \| 1985年（昭和60年） \| 21,161人 \| \| \| 1990年（平成2年） \| 21,339人 \| \| \| 1995年（平成7年） \| 22,130人 \| \| \| 2000年（平成12年） \| 22,367人 \| \| \| 2005年（平成17年） \| 21,692人 \| \| \| 2010年（平成22年） \| 20,909人 \| \| \| 2015年（平成27年） \| 19,606人 \| \| \| 2020年（令和2年） \| 18,398人 \| \| |                                        |  |
| 総務省統計局 国勢調査より |                                        |  |
| 1970年（昭和45年） | 19,037人                               |  |
| 1975年（昭和50年） | 19,050人                               |  |
| 1980年（昭和55年） | 19,864人                               |  |
| 1985年（昭和60年） | 21,161人                               |  |
| 1990年（平成2年） | 21,339人                               |  |
| 1995年（平成7年） | 22,130人                               |  |
| 2000年（平成12年） | 22,367人                               |  |
| 2005年（平成17年） | 21,692人                               |  |
| 2010年（平成22年） | 20,909人                               |  |
| 2015年（平成27年） | 19,606人                               |  |
| 2020年（令和2年） | 18,398人                               |  |

### 教育
4の小学校、3の中学校、1の高等学校が所在する。

#### 小学校
2007年5月現在の児童数は1,204人。
町立
- 本庄小学校
- 森永小学校
- 八代小学校
- 木脇小学校
- 北俣小学校（2009年3月閉校、八代小学校に統合）
- 深年小学校（同上）

- 本庄小学校
- 八代小学校
- 深年小学校（閉校）

#### 中学校
2007年5月現在の生徒数は692人。
町立
- 本庄中学校
- 八代中学校
- 木脇中学校

#### 高等学校
- 宮崎県立本庄高等学校

## 交通

### 空港
- 最寄り空港は宮崎空港。自家用車で約40分。

### 鉄道
- 鉄道路線なし。最寄り鉄道駅は宮崎駅。

### 道路

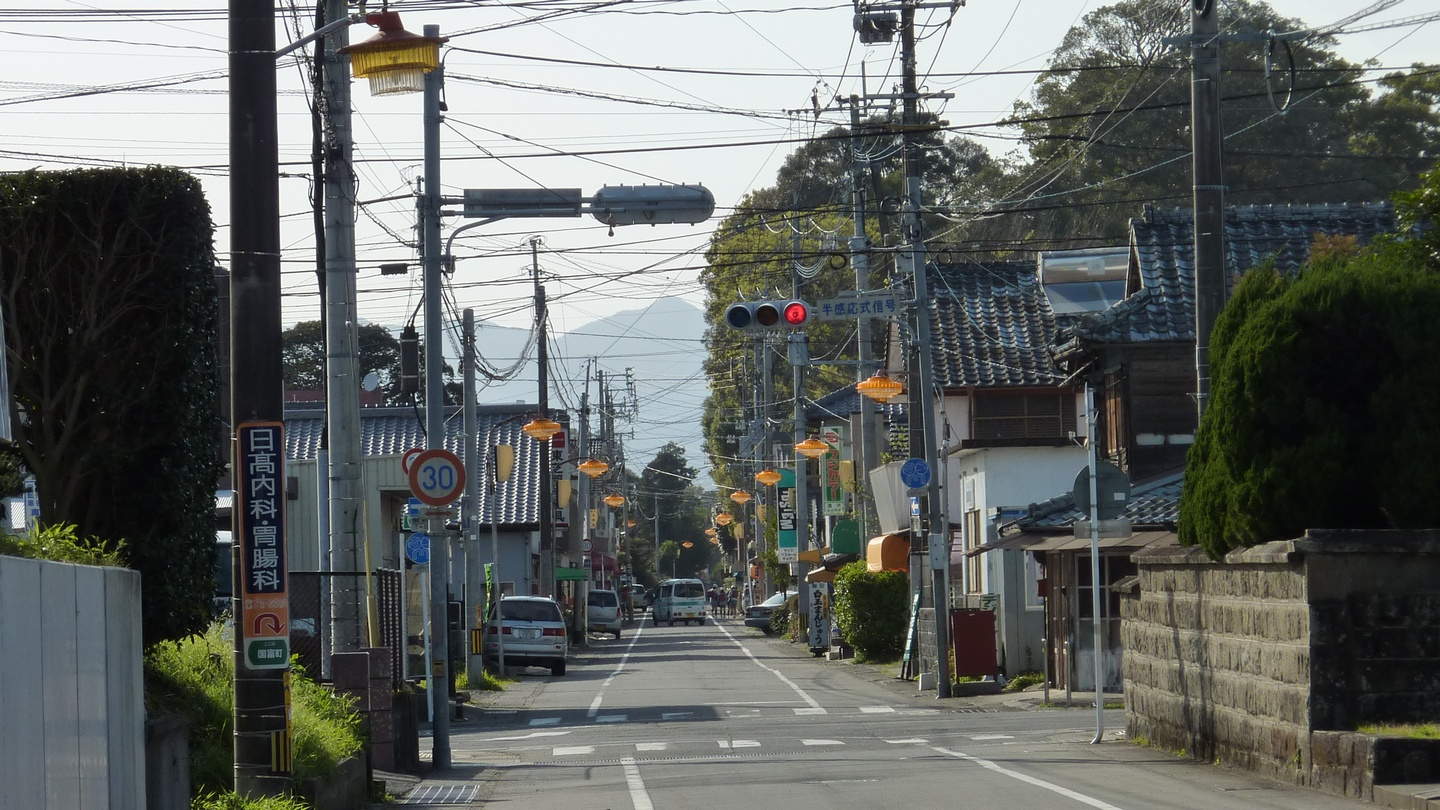
本庄を横断する町道（県道26号旧道）

#### 高速道路
- E10 東九州自動車道
  - 国富バスストップ
  - 国富スマートインターチェンジ

#### 県道
主要地方道
- 宮崎県道14号佐土原国富線 - 木脇を通る。
- 宮崎県道17号南俣宮崎線 - 本庄川の南岸を横断する。
- 宮崎県道24号高鍋高岡線 - 本庄を縦断する道路。旧高岡筋（薩摩街道）
- 宮崎県道26号宮崎須木線 - 木脇・本庄を通る幹線道路。本庄川の北岸を横断する。
- 宮崎県道40号都農綾線 - 八代を通る。

一般県道
- 宮崎県道351号木脇高岡線 - 本庄川区間が未開通。
- 宮崎県道355号旭村木脇線 - 八代と木脇を結ぶ
- 宮崎県道356号法ヶ岳本庄線 - 本庄から法華嶽薬師寺に至る。
- 宮崎県道361号綾法ヶ岳線 - 法華嶽薬師寺から綾町方面に向かう。
- 宮崎県道363号綾宮崎自転車道線 - 本庄川に沿うサイクリングロード。

### バス路線
※町内を高速バス、長距離バスは通っていない。
- 宮崎交通 - 国富町を経由し宮崎市と綾町を結ぶ路線バスを運行する。
  - 宮崎駅・宮交シティ - 橘通り4丁目 - 宮崎神宮 - 気象台前 - 国富 - 綾 - 酒泉の杜
  - このほか通学時間帯には綾町内より宮崎商業高校経由宮崎市中心部発着の便や、宮崎北・宮崎日大・宮崎西・佐土原高校発着のバスが運行される。
  - なお、上記以外の国富町内路線や、国富町と西都市を結ぶ路線は2021年までにすべて廃止された（後者は西都市内のみ残存）。
- 国富町コミュニティバス - 無料にて運行
- オンデマンド型乗り合いタクシー - 令和3年10月1日より運行。登録制。

## 郵便局
- 北俣簡易郵便局
- 木脇郵便局
- 国富郵便局
- 三名簡易郵便局
- 十日町簡易郵便局
- 深年簡易郵便局
- 宮王丸簡易郵便局
- 六日町簡易郵便局
- 森永郵便局
- 八代郵便局

## 名所・旧跡・観光スポット・祭事・催事

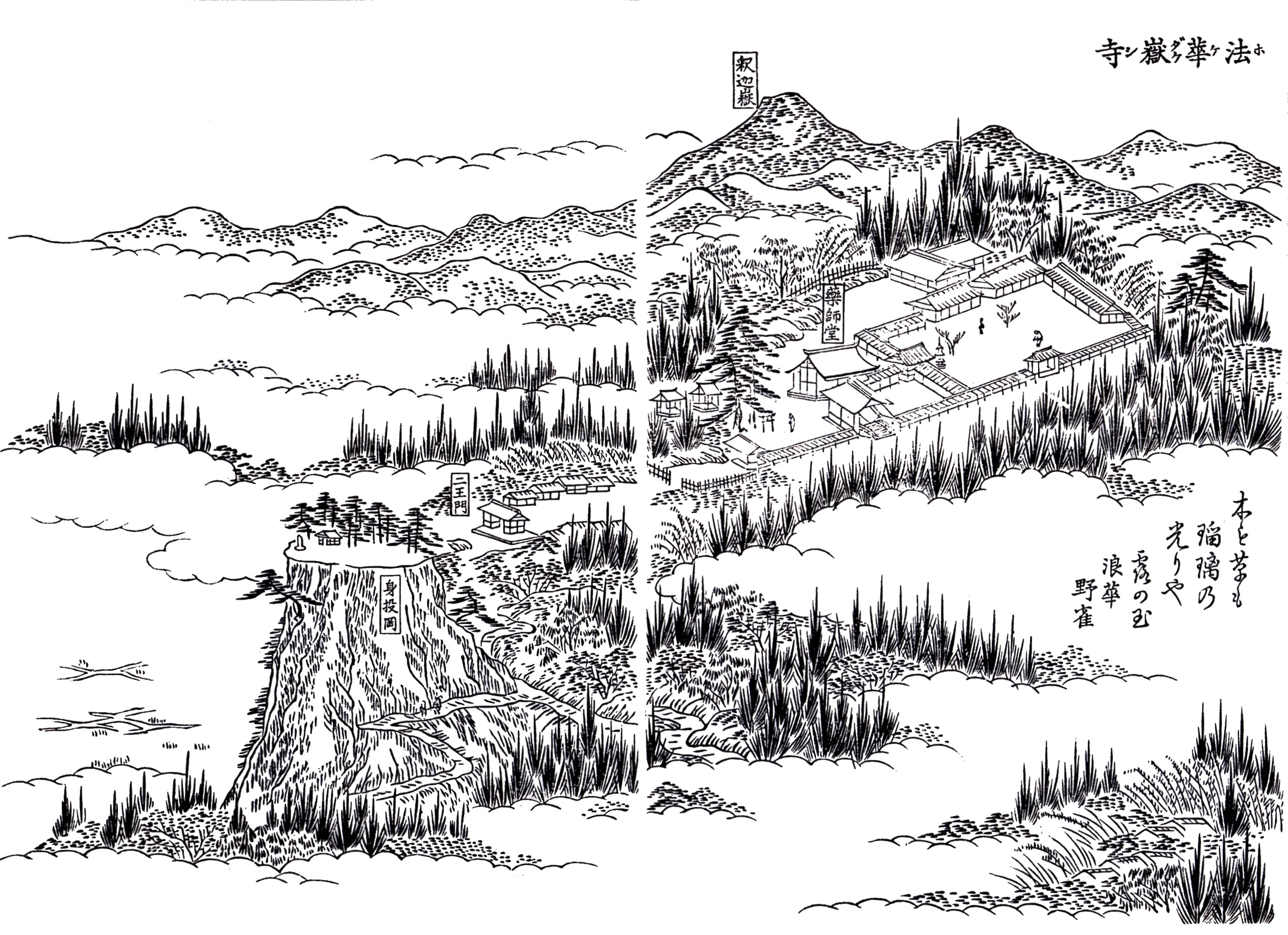
江戸時代の法華嶽薬師寺 （三国名勝図会）

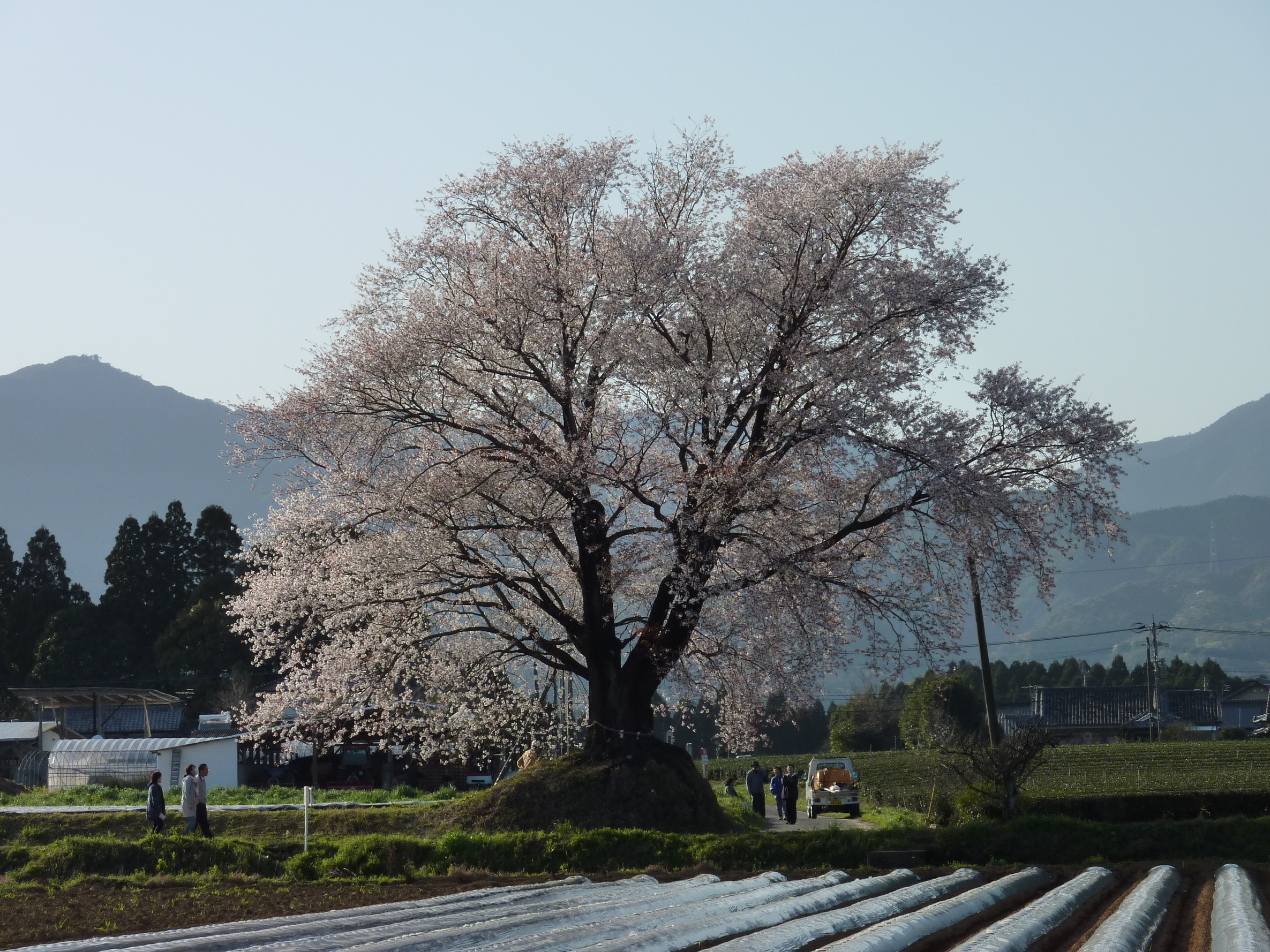
大坪の一本桜

### 名所・旧跡・観光スポット
- 本庄剣柄稲荷神社
- 本庄古墳群（国の史跡） - 本庄の市街地に点在する。
- 八代城跡 - 伊東四十八城のひとつ。
- 萬福寺 - 桃山式庭園　2月は梅見ごろ 木造阿弥陀如来と両脇侍像が国の重要文化財に指定されている。
- 義門寺
- 諏訪神社
- 森永化石群
- 不動の滝
- 本庄石仏
- 大坪の一本桜
- 法華嶽薬師寺 - 日本三大薬師、薩摩藩の三薬師（他は米山薬師・門倉薬師）のひとつとされる。
- 法華嶽公園
- 法華嶽公園グラススキー場
- 法華嶽公園キャンプ場 - 7月から11月まで営業（9月から11月は土日のみ営業）
- 里山ガーデン 馬乗園（ばじょうえん） - 私設庭園 宮崎のアジサイの名所の一つ
- 式部岳 - 標高1,218.9ｍ 国富町最高峰の山 1995年に一般公募で命名される
- 掃部岳 - 標高:1,223m アカガシ、モミ、ブナ、ヒメシャラの巨木で有名である。深年川沿いの林道を終点まで行き、ここから山頂を目指すが、途中 綾森林事務所のゲートがあり、車両は通行できない。ニホンカモシカの生息南限
- 釈迦ヶ岳 - 標高は830.6m 山名は山腹にある法華嶽薬師寺建立の際、山頂に釈迦尊像を安置したという言い伝えに由来

### 祭事・催事

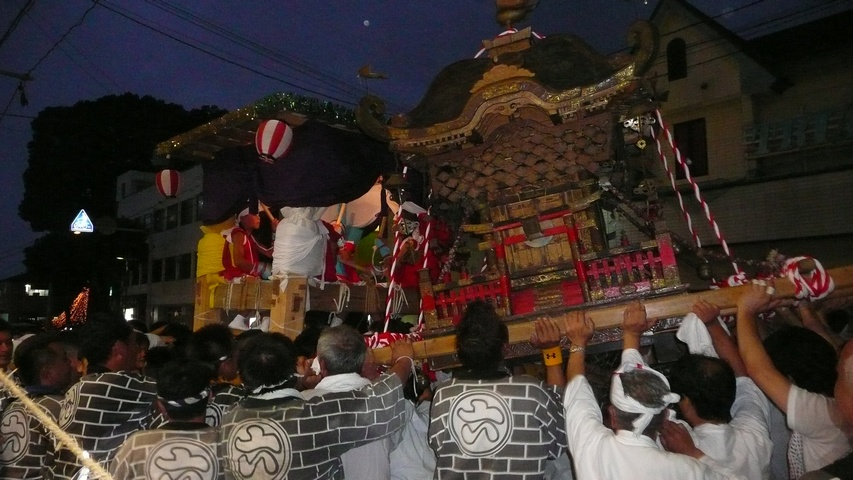
ヨイマカ

- 本庄稲荷神社夏祭り（8月第一週） - 太鼓台を起源とする「ヨイマカ」が御神輿のお供を務める。六日町伝統歌舞伎人形も夏祭りに合わせて展示。
- 八幡宮大祭（8月）
- 諏訪神社大祭（8月）
- 国富町総合町民祭（9月）
- ホッケ・ストック ミュージックフェスティバル（10月）
- 全九州グラススキー大会（10月）
- 真冬のたなばた（12月）
- ダウンヒルシリーズ法華嶽大会（12月）

## 著名な出身者
- 足利ぼん（イタガキ）
- 川越慎也（元地方競馬騎手）
- 川越達也（シェフ）
- 杉尾宗紀（NHKアナウンサー）
- 鈴里真帆（シンガーソングライター）
- 松尾昭彦（ミュージシャン）
- ヒダカマコト（イラストレーター）
- 緒方理貢（福岡ソフトバンクホークスプロ野球選手）
- 岩田奈月（元モデル）
- 二見颯一（演歌歌手）